# 北口末広
北口 末広（きたぐち すえひろ、1956年 - ）は、日本の法学者。専門は国際法・国際人権法・人権論・部落問題論。近畿大学 人権問題研究所主任教授、部落解放同盟中央執行副委員長。
正字で北口 末廣と表記される場合もある。

## 経歴
3人兄弟の末っ子として大阪市旭区生江に生まれる。出身大学・学部非公表。京都大学大学院法学研究科修士課程修了（国際法専攻）。1993年、近畿大学人権問題研究所助教授。1999年から同教授。
その他、部落解放同盟中央執行副委員長、大阪府連合会生江支部長、部落解放同盟大阪府連合会書記長、部落解放同盟中央執行委員、ニューメディア人権機構理事兼事務局長、大阪府同和問題解決推進審議会委員、大阪府人権教育推進懇話会委員、大阪市人権教育のための国連十年推進懇話会委員、大阪生涯職業教育進行協会専務理事、アジア・太平洋人権情報センター評議員、大阪国際平和センター運営協力懇談会委員、解放教育研究所理事、部落解放・人権研究所理事、NPO多民族共生人権教育センター理事などの肩書きを持つ。

## 在日コリアン人権協会との争い（北口裁判）
1997年、在日コリアン人権協会は、日本生命の朝鮮人差別事件に抗議した。これに対して北口は、日本生命が在日コリアン人権協会関係の組織から教材等を購入することを条件に、差別事件を不問に付すよう求めた。在日コリアン人権協会は、この北口の要求を拒み、抗議を続けた。すると北口は、在日コリアン人権協会と当時の在日コリアン人権協会会長に誹謗中傷・妨害行為を繰り返した。この影響で、一部の企業や団体が北口の誹謗中傷を利用する形で朝鮮人差別事件の話し合いを放棄し、在日コリアン人権協会との絆を軽視し始めた。2003年7月25日には、在日コリアン人権協会の指導のもと、大成建設と在日コリアン人権協会の傘下組織「KJ同友会」との交流・学習会がおこなわれる予定であったが、北口の妨害によりこの交流・学習会が中止され、在日コリアン人権協会副会長は講演料10万円を取得できなくなった。
このため、2004年12月9日、北口と大成建設は在日コリアン人権協会から損害賠償を求められ、民事提訴された。一審では在日コリアン人権協会側の全面敗訴、二審では大成建設の部分に関してのみ在日コリアン人権協会の勝訴という結果であった。
在日コリアン人権協会の呉成徳副会長からは「解放運動をやってきた人のなかに、朝鮮人の民族差別撤廃運動を下に見ている部分はすごくあると思います。小森さんがそうだし、北口氏もそう」 と朝鮮人への差別意識を批判されている。北口はまた「人権を語るものが、学習会の講師料などと、経済的対価を訴えたことは考えられない」と述べている一方で1回10万円の講演料を貰い続け、在日コリアン人権協会から批判を受けている。

## 著書

### 単著
- An introduction to the buraku issue : questions and answers  translated with an introduction by Alastair , Richmond, Surrey : Japan Library , 1999（英語）[5]
- 『人権社会のシステムを : 身元調査の実態から』（人権ブックレット55）部落解放・人権研究所、1999年[5]
- 『人権の時代をひらく－創造へのヒント』部落解放・人権研究所、2002年[5]
- 『変革の時代－人権システム創造のために』部落解放・人権研究所、2005年[5]
- 『格差拡大の時代 : 部落差別をなくすために』解放出版社、2008年[5]
- 『ゆがむメディア : 政治・人権報道を考える』解放出版社、2009年[5]
- 『ネット暴発する部落差別－部落差別解消推進法の理念を具体化せよ』解放出版社、2019年[5]
- 『激変する社会と差別撤廃論－部落解放運動の再構築のために』解放出版社、2019年[5]
- 『科学技術の進歩と人権－IT革命・ゲノム革命・人口変動をふまえて』解放出版社、2019年[5]
- 『ゆがむメディアゆがむ社会－ポピュリズムの時代をふまえて』解放出版社、2019年[5]

### 編著
- 『入門部落解放一問一答(1)』解放出版社、1986年　日本語版・英語版
- 『人権の時代をひらく－改革へのヒント』部落解放・人権研究所、2000年
- 『人権相談ハンドブック－暮らしに役立つQ&A』ニューメディア人権機構、2003年
- 『人権相談テキストブック』北口末広, 村井茂 編. 解放出版社、2005年[5]
- 『必携エセ同和行為にどう対応するか』北口末広, 大阪企業人権協議会 編著. 部落解放・人権研究所、2006年[5]